# Maledicció dels faraons

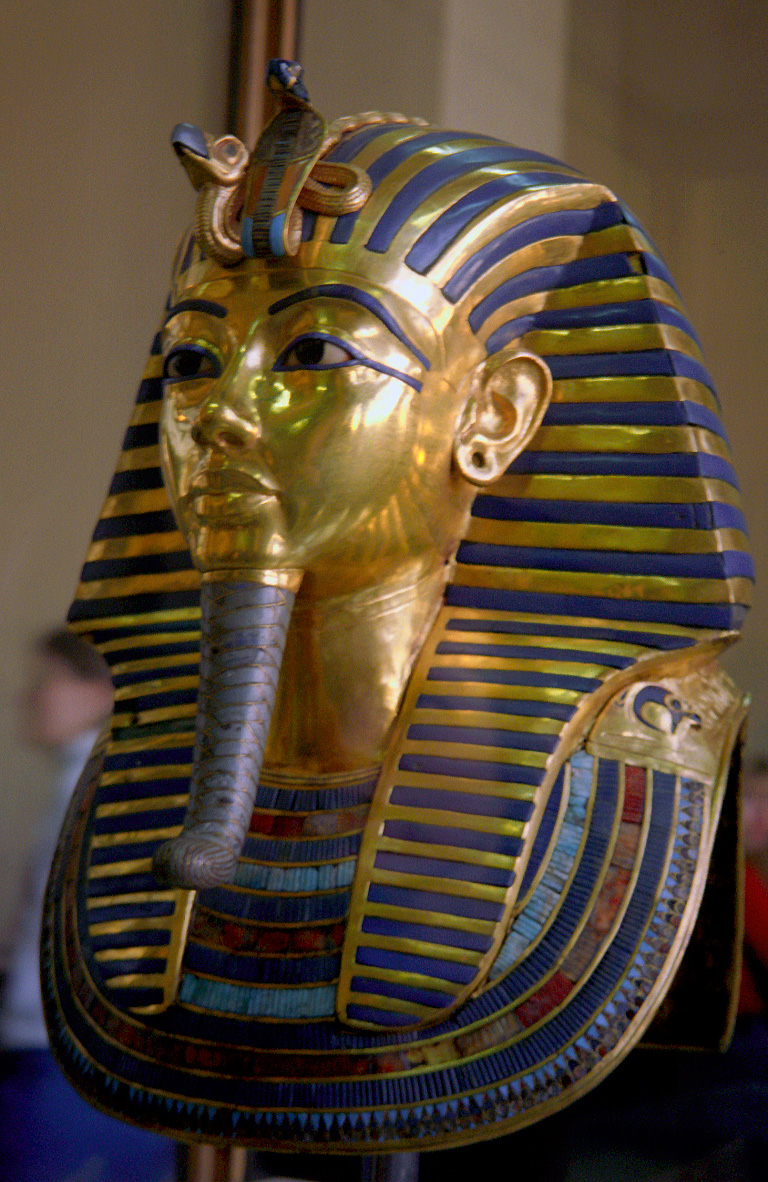
La cobra reial (Ureu), que representa la deessa protectora Ouadjet, damunt la màscara de Tutankamon.

La maledicció dels faraons és una maledicció que se suposa que recau sobre qualsevol persona que molesti una mòmia de l'antic Egipte, especialment si es tracta d'un faraó. Es diu que aquesta maledicció pot causar la desgràcia o la mort. A inicis del segle XX es considerava que la maledicció era real, ja que creien hi havia causes científicament explicables, com podien ser l'exposició a bacteris o a radiacions. Tanmateix, actualment es considera que aquests fets són llegendes i que tot té a veure amb el culte popular i creences no científiques.
Hi ha alguns exemples de malediccions genuïnes que apareixen a la façana o a l'interior d'una tomba, com en el cas de la mastaba de Khentika Ikhekhi de la sisena dinastia a Saqqara. Hi ha hagut llegendes de malediccions en el segle XIX que es van multiplicar després del descobriment de Howard Carter, la tomba del faraó Tutankamon. Tot i les creences infundades de la cultura popular, no es van trobar inscripcions de malediccions en la tomba del faraó.

## Malediccions de tombes
Les malediccions relacionades amb tombes són excepcionalment rares, possiblement perquè la idea de la profanació era impensable i fins i tot podia ser perillosa la seva inscripció. Es troben a les tombes privades de l'època de l'⁣Imperi Antic. La tomba d'Ankhtifiy (dinastia 9-10) hi ha una incripció amb aquesta advertència: «Qualsevol governant que... faci el mal o perjudici a aquest taüt... que Hemen ([una deïtat local]) no acceptar cap bé que ofereixi, i pot el seu hereu no heretar". La tomba de Khentika Ikhekhi (6a dinastia) conté la inscripció: "A qualsevol home que entri en aquesta tomba... impur... serà jutjat... i potser serà la seva fi. . . L'agafaré pel coll com a un ocell. . . Podria induir-li el temor dins seu».
Les malediccions posteriors a l'època de l'Imperi Antic són menys freqüents però més greus. Algunes invoquen la ira de Thot o la destrucció de Sekhemet. L'egiptòleg Zahi Hawass cita un exemple de maledicció: «Maleïts els que molesten les restes d'un faraó. Els que trenquin el segell d'aquesta tomba moriran per una malaltia que cap metge pot diagnosticar.»

## Contes moderns de tombes
Els jeroglífics es van desxifrar a principis del segle XIX, de manera que els informes de malediccions abans d'això són simplement percebuts de mala sort associada amb la profanació de mòmies i altres artefactes de les tombes. L'any 1699, Louis Penicher va escriure un relat que contava com un viatger polonès va comprar dues mòmies a Alexandria i es va embarcar en un viatge per mar amb les mòmies al celler. El viatger es va espantar per les visions recurrents de dos espectres, i el mar tempestuós no van parar fins que les mòmies van ser llançades per la borda.
Zahi Hawass va recordar que quan era un jove arqueòleg i excavava a Kom Abu Billo va haver de transportar diversos artefactes d'un jaciment grecoromà. El seu cosí va morir aquell dia, el seu oncle va morir el primer aniversari i el tercer aniversari va morir la seva tia. Anys més tard, quan va excavar les tombes dels constructors de les piràmides a Guiza es va trobar amb la maledicció: «Totes les persones que entrin en aquesta tomba que facin mal contra aquesta tomba i la destrueixin que el cocodril estigui contra ells a l'aigua i les serps contra ells a la terra. Que l'hipopòtam estigui contra ells a l'aigua, l'escorpí a la terra.»
Tot i que no era supersticiós, Hawass va decidir no molestar les mòmies. No obstant això, més tard va participar en el trasllat de dues mòmies d'infants de l'oasi de Bahariya a un museu. Va dir que els nens el perseguien en els seus somnis. Els fenòmens no es van aturar fins que la mòmia del pare es va retrobar amb els nens al museu. Va concloure que les mòmies no s'havien de mostrar, tot i que era un mal menor comparant amb el fet de permetre que el públic en general entrés a les tombes. Hawass també va registrar l'incident d'un nen malalt que estimava l'antic Egipte i que va ser objecte d'una cura «miracle» al Museu Egipci quan va mirar als ulls la mòmia del rei Ahmosis I.
La idea d’una mòmia que apareix d’entre els morts és un element essencial de molts contes de momies. Un exemple és The Mummy!: Or a Tale of the Twenty-Second Century (1827) de Jane C. Loudon, un treball que convina ciència-ficció i terror. Dominic Montserrat creia que Louisa May Alcott va ser la primera a utilitzar una trama de "maledicció de la mòmia" a Lost in a piramid (1869), una peça de ficció de mòmies fins ara oblidada que va redescobrir a finals dels anys noranta. No obstant això, dues històries descobertes posteriorment per SJ Wolfe, Robert Singerman i Jasmine Day The Mummy's Soul (Anònim, 1862) i After Three Thousand Years (Jane G. Austin, 1868) tenen arguments similars, en què una mòmia femenina es venja de manera màgica del seu profanador masculí. Jasmine Day, per tant, argumenta que el concepte europeu modern de malediccions es basa en una analogia entre la profanació de tombes i la violació, interpretant la ficció de malediccions primerenques com a narracions feministes escrites per dones.

## Obertura de la tomba de Tutankamon

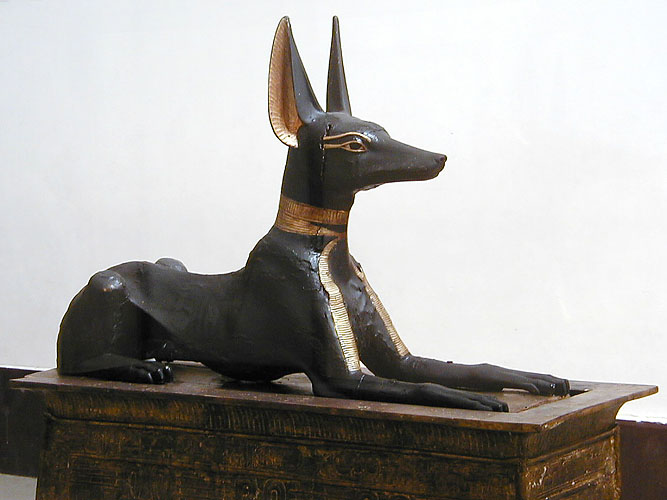
L'⁣estàtua de la figura d'Anubis que custodiava l'entrada a la sala del tresor de Tutankamon.

La creença de l'existència d'una maledecció va sorgir arran de la mort de diversos membres de relacionats amb Howard Carter i d'altres visitants destacats que van visitar la tomba dies després que fos descoberta. L'equip de Carter va obrir la tomba de Tutankamon (KV62) el 1922.
El famós egiptòleg James Henry Breasted va treballar amb Carter poc després de la primera obertura de la tomba. Va dir que Carter havia enviat un missatger a casa seva. En acostar-se a la casa, al missatger li va semblar sentir un «lament feble, gairebé humà». Quan va arribar a l'entrada va veure la gàbia d'ocells que estava ocupada per una cobra, símbol de la monarquia egípcia. El canari de Carter havia mort en la bota de la serp i això va alimentar els rumors locals d'una maledicció.
La primera de les morts va ser la de Lord Carnarvon, que va finançar l'excavació. Li va picar un mosquit, i després es va tallar accidentalment mentre s'afaitava. Les ferides se li van infectar i li van provocar una sèpsia. Dues setmanes abans de la mort de Carnarvon, Marie Corelli va escriure una carta que es va publicar a la revista New York World, en la qual citava un llibre obscur que afirmava que un «càstig terrible» seguiria qualsevol intrusió a una tomba segellada. Van sorgir una sèrie d'informes dels mitjans que suggerien que s'havia trobat una maledicció a la tomba del rei, tot i que això no era cert. Benito Mussolini, que era molt supersticiós, havia acceptat com a regal una mòmia egípcia. Arran dels rumors va ordenar la seva retirada immediata del Palazzo Chigi.

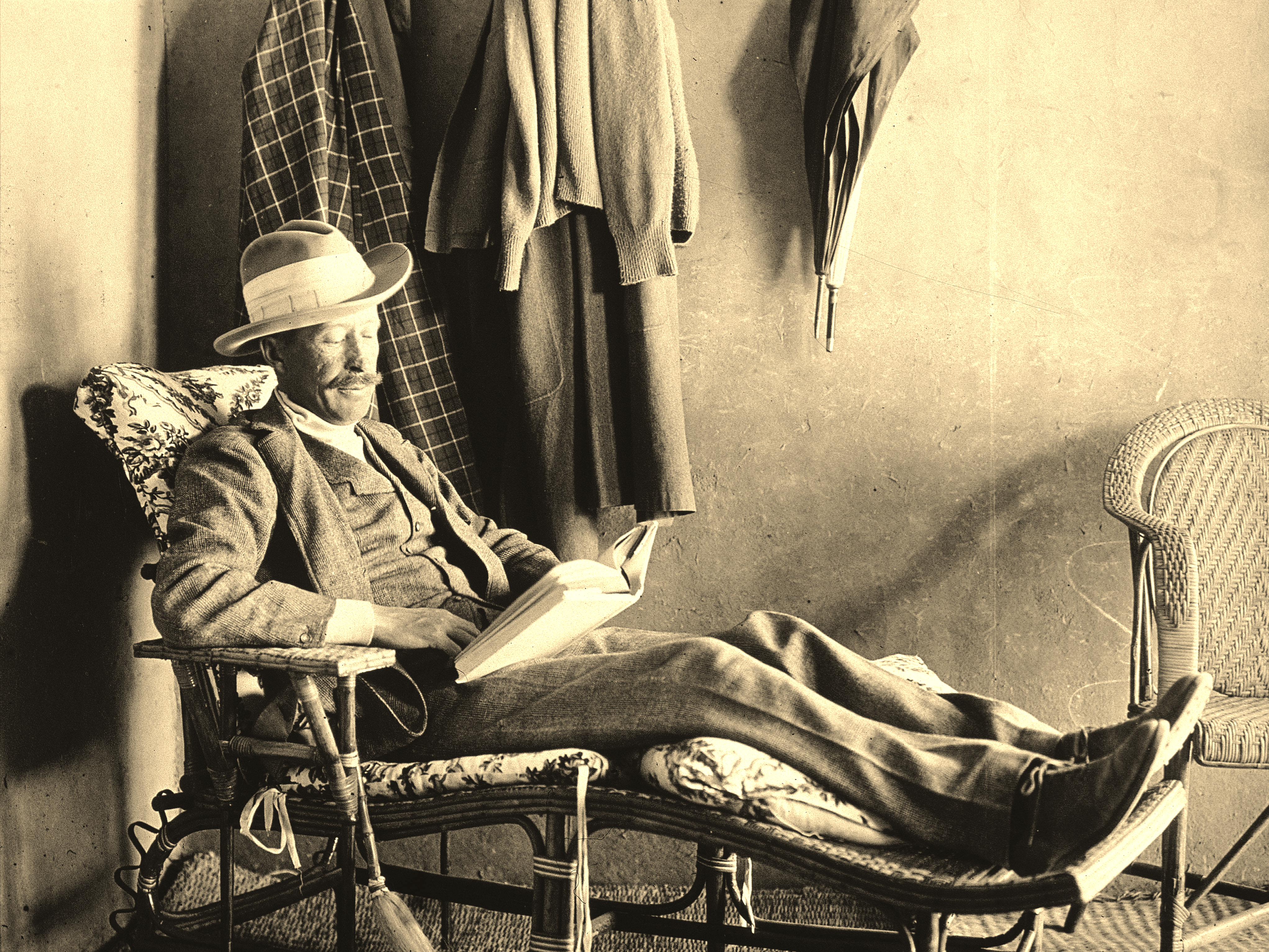
La mort de Lord Carnarvon sis setmanes després de l'obertura de la tomba de Tutankamon va donar lloc a moltes històries de malediccions a la premsa.

Sir Arthur Conan Doyle, creador de Sherlock Holmes i espiritualista, va suggerir que la mort de Lord Carnarvon havia estat causada per «elementals» creats pels sacerdots de Tutankamon per custodiar la tomba reial, això va alimentar encara més l'interès dels mitjans. Arthur Weigall va informar que sis setmanes abans de la mort de Carnarvon, havia vist el comte rient i fent broma mentre entrava a la tomba del rei i va dir a un periodista, HV Morton: «Li dono sis setmanes de vida». La primera autòpsia realitzada al cos de Tutankamon pel doctor Derry va trobar una lesió curada a la galta esquerra, però com que Carnarvon havia estat enterrat sis mesos abans no va ser possible determinar si la localització de la ferida al rei va correspondre amb la picada mortal del mosquit a Carnarvon.
Després de l'estudi de documents i fonts erudites The Lancet va concloure que era poc probable que la mort de Carnarvon tingués alguna cosa a veure amb la tomba de Tutankamon, refutant una altra teoria que l'exposició a fongs tòxics (micotoxines) podien haver estat la causa. L'informe apunta que el comte va ser només un dels molts que va entrar a la tomba en diverses ocasions i que cap dels altres va resultar afectat. Es va informar que la causa de la mort de Carnarvon va ser per «una pneumònia que va sobrevenir a l'erisipela [facial]» (una infecció estreptocòccica de la pell i dels teixits tous subjacents). Es va considerar que la pneumònia era només una de les diverses complicacions, derivades de la infecció progressivament invasiva, que finalment va provocar una fallada multiorgànica. El comte havia estat «propens a infeccions pulmonars freqüents i greus» segons The Lancet i hi havia «una creença general... que un atac agut de bronquitis podria haver-lo matat.»
L'any 1925, l'antropòleg Henry Field, acompanyat de Breasted, va visitar la tomba i va recordar la bondat i amabilitat de Carter. També va explicar que el seu amic, Sir Bruce Ingram, va ser obsequiat amb un pitjapapers que estava format amb una mà momificada amb el canell adornat amb una polsera d'escarabats marcat amb la inscripció: «Maleït sigui el que mogui el meu cos. Potser vindrà foc, aigua i pestilència». Poc després de rebre el regal, la casa d'Ingram es va cremar, seguida d'una inundació quan es va reconstruir.
Howard Carter es mostrava completament escèptic davant d'aquestes malediccions, les va descartar com a «absurditats» i va comentar que «el sentiment de l'egiptòleg... no és de por, sinó de respecte i temor... totalment oposat a la ximpleria i les supersticions». El maig de 1926 va informar en el seu diari l'albirament d'un xacal del mateix tipus que Anubis, el guardià dels morts, per primera vegada en més de trenta-cinc anys de treball al desert, tot i que no va considerar això causes sobrenaturals.
Els escèptics han assenyalat que molts altres que van visitar la tomba o van ajudar a descobrir-la van viure una vida llarga i saludable. Un estudi va demostrar que de les 58 persones que estaven presents quan es van obrir la tomba i el sarcòfag, només vuit van morir en una dotzena d'anys. Tots els altres encara eren vius, inclòs Howard Carter, que va morir d'un limfoma el 1939 als 64 anys Els darrers supervivents van incloure Lady Evelyn Herbert, la filla de Lord Carnarvon, que va ser una de les primeres persones a entrar a la tomba després del seu descobriment el novembre de 1922, que va viure 57 anys més i va morir el 1980, i l'arqueòleg nord-americà JO . Kinnaman, que va morir el 1961, 39 anys després de l'esdeveniment.

### Especulacions científiques
S'ha suggerit que les espores tòxiques del fong Aspergillus flavus, a més, possiblement, de contribuir a les morts després de l'obertura d'una tomba el 1973 a Polònia, també poden haver contribuït a algunes de les morts suposadament relacionades amb Tutankamon, particularment les morts de Lord Carnarvon, George Jay Gould, i Arthur Mace, encara que la relació ha estat discutida (almenys en el cas de Carnarvon).

### Morts atribuïdes popularment a la maledicció de Tutankamon
La tomba es va ser oberta el 29 de novembre de 1922.
- George Herbert, 5è comte de Carnarvon, patrocinador financer de l'excavació, que va estar present a l'obertura de la tomba, va morir el 5 d'abril de 1923 després que s'infectés una picada de mosquit; va morir 4 mesos i 7 dies després de l'obertura de la tomba.[27][28]
- George Jay Gould I, un visitant de la tomba, va morir a la Riviera francesa el 16 de maig de 1923, va desenvolupar una febre després de la seva visita.[29]
- AC Mace, membre de l'equip d'excavació de Carter, va morir l'abril de 1928, després d'haver patit pleuresia i pneumònia en els seus últims anys.[30]
- Capità L'Hon. Richard Bethell, el secretari de Carter, va morir el 15 de novembre de 1929: va morir al llit en un club de Mayfair, víctima d'una sospita d'asfíxia.[31]
- Howard Carter va obrir la tomba el 16 de febrer de 1923 i va morir setze anys després, el 2 de març de 1939; tanmateix, alguns encara han atribuït la seva mort a la maledicció.[32]